# Nils Kristen Sandtrøen
Nils Kristen Sandtrøen (* 2. Februar 1989 in Tynset) ist ein norwegischer Politiker der sozialdemokratischen Arbeiderpartiet (Ap). Er fungiert seit Februar 2025 als Landwirtschafts- und Ernährungsminister seines Landes. Seit 2017 ist Sandtrøen Abgeordneter im Storting.

## Leben
Sandtrøen studierte an der University of Alaska Anchorage und der Technisch-Naturwissenschaftlichen Universität Norwegens (NTNU) und arbeitete als Journalist. Er engagierte sich in der Jugendorganisation Arbeidernes Ungdomsfylking (AUF) und war bei den Anschlägen in Norwegen 2011 auf der Insel Utøya anwesend. Er konnte sich retten, indem er an Land schwamm. Im Jahr 2015 wurde er Mitglied im Kommunalparlament und stellvertretender Bürgermeister seiner Heimatgemeinde Tynset.
Bei der Parlamentswahl 2017 zog Sandtrøen erstmals in das norwegische Nationalparlament Storting ein. Dort vertritt er den Wahlkreis Hedmark und wurde Mitglied im Wirtschaftsausschuss. Nach der Wahl 2021 wurde er Vorsitzender des Transport- und Kommunikationsausschusses und Mitglied im Arbeiderpartiet-Fraktionsvorstand. Im Oktober 2023 wechselte er in den Finanzausschuss.
Am 4. Februar 2025 wurde Sandtrøen zum Landwirtschafts- und Ernährungsminister in der Regierung Støre ernannt. Er wurde Nachfolger des Senterpartiet-Politikers Geir Pollestad, der aufgrund des Regierungsaustritts der Senterpartiet aus dem Amt ausschied.

## Privates
Sein Bruder Per Martin Sandtrøen ist ein Politiker der Senterpartiet. Durch Per Martin Sandtrøens festen Einsatz als Vararepresentant, also als Ersatzabgeordneter, wurden die Brüder im Oktober 2021 die ersten Geschwister im Storting seit über 100 Jahren.